# Руни Землі
«Руни Землі» — фентезійний роман американського письменника Стівена Р. Дональдсона, перша книга серії «Останні хроніки Томаса Ковенанта». Вперше опубліковано в 2004 році.

## Введення сюжету
Дональдсон повертається в Землю для третьої серії романів. Ми знову спостерігаємо за Лінден Ейвері через роки після того, як вона вперше зустрілася з Томасом Ковенантом і назавжди змінила цей досвід. Ми знову подорожуємо у знайомий фантастичний світ, де все знову під загрозою.

## Короткий зміст сюжету
Зараз Лінден Ейвері керує клінікою для психічно хворих і відповідає, серед іншого, за догляд за Джоан Ковенант. Роджер, син Томаса та Джоан, вперше за багато років приходить у гості і прагне забрати Джоан з-під опіки, стверджуючи, що хоче взяти на себе відповідальність за це завдання. Роджер також вимагає від Лінден обручку його покійного батька з білого золота, яку вона відмовляється віддати. Лінден залишається підозрілою щодо його намірів, але вона не в змозі запобігти насильницькому вигнанню Джоан під погрозоб зброї та викраденню прийомного сина Ліндена, Єремії. Втрати зростають, коли Джоан захоплюють, а Лінден, Джоан, Роджер і Єремія — під час спроби втрутитися — перенозяться до Землі, де вони повинні адаптуватися до її нових вимог.
Повернувшись до Землі, Лінден виявляє, що люди не знають про силу Землі, якою вона так дорожила раніше; це знання втрачені через хворобу на землі, відомій як Бруд Кевіна. Ці стародавні знання також приховуються від них Харучаями, які тепер узяли на себе повну відповідальність за захист Краю, перешкоджаючи вивченню Закону та будь-якому знанню сили Землі чи історії Краю. Вони стали «господарями» землі. Крім того, Землю охопили цезури (або «Падіння»), які є дивними зривами, створеними дикою магією Джоан у її божевіллі.
Лінден бере під свій захист загадкового персонажа на ім'я Анель, який, як виявляється, був сином двох людей, яких Лінден знала багато століть тому, що здається логічно неможливим. Він сповнений сили Землі в результаті того, що вагітна Голліан (з другої хроніки) була повернута до життя силою Землі. Лінден також знаходить союзника в особі Стоундаунора. Ліанд, яка швидко починає беззастережно довіряти Лінден, коли вона знайомить його з його минулим і Землею, демонструючи йому вираження земної сили, що перевищує весь його попередній досвід. Майстри погрожують Анелі (і опосередковано Лінден), коли вона намагається знайти способи знайти та врятувати свого сина, і це завдання вона тримає при собі. Коли дивний шторм атакує село Ліанд, Мітіл Стоундаун, він, Лінден і Анель користуються нагодою, щоб втекти від Господарів.
Їхня втеча скомпрометована, коли їх Стайв, інший Майстер. Спочатку вони вірили, що він прийшов, щоб відбити їх, але насправді він вчасно попередив про величезну зграю вовків (крешів), яка їх переслідує. Їх рятує група раменів, традиційних слуг ранигінських коней, які, здається, уклали дивний союз з ур-вілами. Потім їх ведуть до Межі Мандрів — долини, куди Рамен приходить кожні кілька поколінь.
Тут вони зустрічають Есмер, могутню істоту, яка стверджує, що є сином Кейла, ізгоя Харучая, і простих дружин, таємничих Танцівниць Моря. Лінден не впевнена, як ставитися до Есмер як до друга чи ворога: він нападає і ранить Стайва (як покарання за те, що його предки ставилися до його батька), але потім продовжує допомагати Лінден. Він використовує свої дивні здібності, щоб викликати цезуру, дозволяючи Лінден та її супутникам подорожувати назад у часі, щоб отримати втрачений Посох Закону.
Вони з'являються з цезуру в Країні, яка все ще оговтується від Сонця. Після деякого початкового розчарування вони виявляють (з деякою сумнівною допомогою Есмер), що Посох охороняє група Вейнхімів, які — не будучи створіннями Закону — повільно нудяться від його впливу. Лінден використовує посох, щоб вилікувати Вейнхіма, але на неї та її супутників раптово нападає Демондім (який, як вони підозрюють, був викликаний з минулого пустотливою та непередбачуваною Есмер), що володіє силою Каменя Іллеарта.
Побоюючись, що майбутня битва змінить історію Землі, Лінден створює нову цезуру та повертає себе, своїх супутників, ур-вілів, Вейнхіма та Демондіма у своє власне сьогодення. Коли вони виходять, вони опиняються в районі Ревелстоун, який зараз є оплотом Майстрів. Харучаї намагаються боротися з демондімами, але їхні зусилля марні. Стейв тяжко поранений, і Лінден та її супутники змушені відступити до Ревелстоуну.
Тут Лінден зустрічає Махдубт, таємничу стару жінку, яка називає себе лише «служницею Ревелстоуну». Коли компанія замикається в замку Господа, а їхні вороги зовні, вони бачать невелику групу, що швидко наближається: її сина Єремію та Томаса Ковенанта, який, здається, повернувся до життя.

## Персонажі «Руни землі»
- Лінден Ейвері — лікарка (також Обрана, Дика володарка і Рінгтайн).
- Єремія — її прийомний син.
- Джоан Ковенант — колишня дружина Томаса Ковенанта.
- Роджер Ковенант — тепер уже дорослий син Томаса Ковенанта.
- Анель — божевільна, невдаха Посоху Закону; здається сином Сандера та Голліан.
- Посох — Майстер і Харухай.
- Ліанд — Стоундаунор.
- Есмер — син Кейла (Харучай) і простожінки.
- Лорд Фол — старий ворог.
- Гамі — Раменський Манетралл.
- Махртіір — Раменський Манетралл.
- Доан — Рамен Манетралл.
- Гин — ранигін.
- Гинин — Ранигин
- Томас Ковенант: оригінальний герой, який, здається, повернувся в кінці книги з Єремією

## Основні теми
Дві небезпеки стоять перед Землею: постійна загроза намірів лорда Фоула, хоча його цілі виглядають більш доброзичливими, ніж раніше; і присутність у Країні білого золота (основне джерело влади) в руці божевільної Джоан Ковенант (колишньої дружини Томаса).
Подібним чином головна героїня Лінден Ейвері розглядає наслідки потенційного використання як Посоха Закону (що дозволяє контролювати силу Землі), так і білого золота. Книга також досліджує ідею наслідків подорожей у часі, тобто що станеться з майбутнім, якщо змінити минуле?

## Літературне значення і критика
«РУНИ ЗЕМЛІ містять усі чудеса, які зробили попередні дві хроніки такими читабельними» Bookreader.com

## Нагороди та номінації
- Номінація та шорт-лист премії World Fantasy Award за найкращий роман 2005 року

## Деталі випуску
- 2004, США, Putnam Publishing GroupISBN 0-399-15232-6, дата публікації 14 жовтня 2004 р., тверда палітурка
- 2004, Велика Британія, GollanczISBN 0-575-07598-8, дата публікації 21 жовтня 2004 р., тверда палітурка
- 2005, Велика Британія, GollanczISBN 0-575-07599-6, дата публікації 14 квітня 2005 р., комерційна м'яка обкладинка
- 2005, США, Ace BooksISBN 0-441-01304-X, дата публікації 6 вересня 2005 р., м'яка обкладинка
- 2005, Велика Британія, GollanczISBN 0-575-07612-7, дата публікації 3 жовтня 2005 р., м'яка обкладинка
- 2005, Велика Британія, ОріонISBN 0-7528-6971-X, дата публікації 3 березня 2005 р., аудіо компакт-диск (Антон Лессер — диктор)
- 2005, Велика Британія, ОріонISBN 0-7528-6972-8, дата публікації 3 березня 2005 р., аудіокасета (Антон Лессер — оповідач)

## Виноски
1. ↑  The Runes Of The Earth review. Bookreporter.com. Процитовано 15 травня 2006.